# Synagoge (Alsfeld)

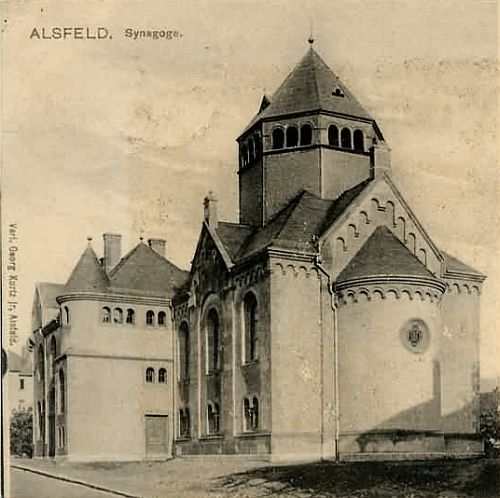
Die Synagoge in Alsfeld auf einer Postkarte

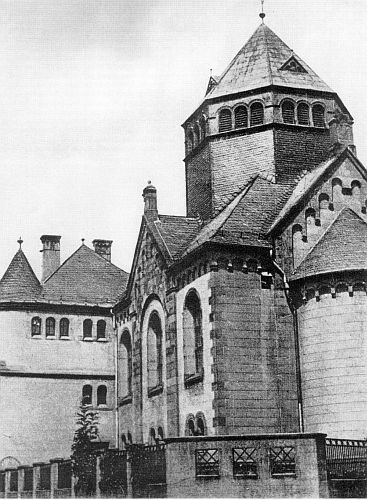
Foto von 1905

Die Synagoge in Alsfeld, einer Stadt im Vogelsbergkreis in Hessen, wurde 1904/05 errichtet und 1938 zerstört. Die Synagoge stand in der Lutherstraße 1.

## Geschichte
Bereits im Mittelalter existierte in Alsfeld eine Synagoge. Bei einer Bauerlaubnis von 1458 wird vermerkt, dass „die Judenschul unverbaut“ zu belassen sei. 

### Alte Synagoge Metzgergasse 18
Ab 1830 war im Haus Metzgergasse 18 eine Synagoge eingerichtet. Das Gebäude besaß einen Betsaal sowie einen Unterrichtsraum für die jüdische Religionsschule und eine Lehrerwohnung. Um 1900 war die Jüdische Gemeinde Alsfeld auf über 200 Personen angewachsen, weshalb die alte Synagoge zu klein geworden war. 

### Neubau
In den Jahren 1904/05 erfolgte ein repräsentativer Neubau im Stil der Neuromanik nach den Plänen des Architekten Fritz Adam aus Fulda. Beim Novemberpogrom 1938 wurden am Abend des 9. November die Fenster der Synagoge eingeworfen und der Innenraum in Brand gesetzt. Das vollständige Niederbrennen verhinderten ein SA-Führer, der Vorsitzender der Bezirkssparkasse war, und der Bürgermeister Völsing. Der SA-Führer erwarb bald darauf die Synagoge von der jüdischen Gemeinde und baute sie 1939 nach einem teilweisen Abriss zu einem Wohnhaus um.
Eine Torarolle der Synagoge wurde 1938 von Mitgliedern des heute noch existierenden Geschichts- und Museumsvereins Alsfeld gerettet und ist im Stadtmuseum Alsfeld ausgestellt. Im Museum sind weitere Exponate zur jüdischen Geschichte, wie der Toraschrank der ehemaligen Synagoge, zu sehen.

## Gedenken
An einer Mauer im Garten (Lutherstraße/Hinter der Mauer) wurde eine Gedenktafel mit folgender Inschrift angebracht: „Hier stand die Synagoge, 1905 eingeweiht, am 9.11.1938 durch nationalsozialistischen Terror zerstört. Die Leiden des jüdischen Volkes rufen auf zur Verteidigung der Menschenrechte, zum Widerstand gegen Gewalt und die rechtlose Verfolgung Andersdenkender“.